# وورملینگن
وورملینگن (به آلمانی: Wurmlingen) یک شهر در آلمان است که در تاتلینگن واقع شده‌است.